# All the Lost Souls
All The Lost Souls é o segundo álbum de estúdio do cantor e compositor britânico James Blunt, lançado oficialmente em 17 de setembro de 2007, pelo selo da Atlantic Records.
Após lançar o hit "You're Beautiful", número um nas paradas mundiais, inclusive sendo a música mais tocada no Brasil em 2006,[carece de fontes?] e outras consecutivas canções de sucesso como "High", Blunt lança seu novo álbum, All The Lost Souls, o difícil sucessor de Back to Bedlam, de 2005. Seu estilo pop-rock que mistura piano e guitarra se renova e o primeiro single - "1973" - é uma animada canção que relembra o passado com um toque de nostalgia e batidas levemente dançantes.

## All the Lost Souls
O segundo álbum de estúdio de Blunt, All the Lost Souls foi lançado em 17 de setembro de 2007 no Reino Unido e um dia depois na América do Norte. Ele vendeu 65.000 unidades em sua primeira semana, e foi certificado com o álbum de ouro no Reino Unido depois de quatro dias. No fim de Janeiro de 2008, o álbum vendeu 600.000 cópias no Reino Unido, e 3.5 milhões de cópias internacionais Blunt completou as músicas do álbum em sua casa em Ibiza no inverno de 2006-2007. Ele apresentou cinco das dez faixas do álbum em seus tours de 2005-2006; letras, melodias e harmonias foram refinadas para a gravação em estúdio, no qual sua banda de tour tocou e Tom Rothrock produziu.
Enquanto o primeiro álbum de Blunt recebeu muito pouca atenção da crítica, críticos de todas as grandes publicações, e jornais ao redor do mundo pesaram em All the Lost Souls. O álbum manteve um 53/100 na Metacrítica, que o website descreve como "críticas regulares". Eric Danton, do Hartford Courant escreveu que o álbum é "uma coleção tão insípida, que faz hardtack parecer suntuoso", enquanto a Rolling Stone escreveu que o álbum contém "baladas esquecíveis que fazem o Coldplay parecer o Arctic Monkeys." Ainda assim, em sua crítica do álbum, erri Mason da Billboard disse que Blunt "mostra o abandono e a confiança de um artista de carreira longa, e não uma maravilha de um sucesso só". E sobre o álbum, Mason escreveu "Não é um tropeço do começo ao fim" Igualmente efusiva, Liz Hoggard do The Observer escreveu que "é impossível resistir ao jeito trovador de Blunt.”
O primeiro single de All the Lost Souls, "1973", foi inspirado nas noites de Blunt em Pacha, um clube em Ibiza, que abriu neste ano. A música se tornou mais um hit para Blunt alcançando número um no Hot 100 Singles da Billboard Européia. D.J. Pete Tong remixou "1973" e tocou a faixa durante seu set em Pacha durante o verão de 2007. O segundo Single, "Same Mistake", foi lançado no começo de Dezembro de 2007 mas não foi muito bem nas listas do Reino Unido, manténdo o número 57. Foi número 1 no Brasil e um hit em muitos países Sul-americanos. O terceiro single do álbum foi "Carry You Home", lançado em Março de 2008, alcançando número 20 nas listas do Reino Unido e trazendo de volta o álbum para o top 10, seis meses depois de seu lançamento.
No fim de 2007, Blunt trabalhou com o rapper francês Sinik. Eles lançaram "Je Réalise", que pegou elementos da música de Blunt "I'll take Everything", na França no mesmo ano se tornou uma do top 3.
Durante 2008, Blunt fez turnes ao redor do mundo para promover o álbum. Depois do sucesso do tour em várias ruas e avenidas do Reino Unido, Blunt anunciou vários concertos de arena no Reino Unido durante as primeiras duas semanas de outubro.
O último single deste álbum foi "I Really Want You".
Em 14 de novembro de 2008, "Primavera in anticipo", o novo álbum de Laura Pausini, foi lançado. A música título é um dueto com Blunt. O álbum atingiu o número 1 na Itália.
Em 24 de novembro de 2008, James Blunt re-relançou seu mais novo álbum All the Lost Souls no reino unido como uma edição de luxo, com nova arte e o novo single "Love, Love, Love", além do documentário "Retorno a Kosovo". Ele foi lançado em 17 de novembro em outros lugares, mas não existe uma data de lançamento para os Estados Unidos. O EP single de "Love, Love, Love" foi lançado no iTunes em 18 de novembro.
| Críticas profissionais                                                      | Críticas profissionais |
| Avaliações da crítica                                                       | Avaliações da crítica  |
| Fonte                                                                       | Avaliação              |
| --------------------------------------------------------------------------- | ---------------------- |
| allmusic                                                                    | [ 2 ]                  |
| Digital Spy                                                                 | [ 3 ]                  |
| Entertainment Weekly                                                        | [ 4 ]                  |
| Billboard                                                                   | [ 5 ]                  |
| The Guardian                                                                | [ 6 ]                  |
| Rolling Stone                                                               | [ 7 ]                  |
| Yahoo! Music UK                                                             | [ 8 ]                  |
| Esta tabela precisa de ser acompanhada por texto em prosa. Consulte o guia. |                        |

## Faixas
1. " 1973"   (James Blunt, Mark Batson) – 4:40
2. "One of the Brightest Stars"  (James Blunt, Steve McEwan) – 3:12
3. "I'll Take Everything"  (James Blunt, Eg White) – 3:05
4. "Same Mistake"  (James Blunt) – 4:59
5. "Carry You Home"  (James Blunt, Max Martin) – 3:57
6. "Give Me Some Love"  (James Blunt) – 3:37
7. "I Really Want You"  (James Blunt) – 3:30
8. "Shine On"  (James Blunt) – 4:27
9. "Annie"  (James Blunt, Jimmy Hogarth) – 3:29
10. "I Can't Hear the Music"  (James Blunt) – 3:45